# Uwini
Uwini fue un jefe makalaka de Zimbabue considerado divinidad. Se resistió a la colonización británica y fue acusado de asesinar a colonos blancos por la British South Africa Company por lo que fue ejecutado cerca de Bulawayo en 1896.